# 崔奎東
崔 奎東（チェ・ギュドン、朝鮮語: 최규동、1891年 - 1950年）は、日本統治時代の朝鮮および大韓民国の教育者。

## 経歴
1891年、慶尚北道星州郡生まれ。
平壌の大成学校、徽文義塾、五星学校で数学の講義を担当し、中東学校（現、中東高等学校）設立後時に校長を務めた。
戦後は京城帝国大学後身のソウル大学校初代総長、韓国教総の前身である朝鮮教育連合会会長などを歴任。朝鮮戦争時に死去した。

## 批判・評価
植民地時代は創氏改名を行わず学生に対し韓国語で訓話を行ったことでも知られる。しかし、教育専門誌『文教の朝鮮』の1942年6月号に「死をもって天皇の恩恵に応える」と題する日本語の記事を寄稿した廉で市民団体「歴史正義実践連帯」に告発を受けた。